# Franse presidentsverkiezingen
Dit artikel beschrijft de wijze waarop de president van Frankrijk wordt verkozen. Gedurende de verschillende republikeinse regimes die het land gekend heeft, werd de wijze van verkiezing meerdere malen gewijzigd.  
Volgens de huidige regeling wordt de president eens in de vijf jaar nieuw gekozen. Een presidentskandidaat heeft nu 500 handtekeningen nodig van lokale, regionale of nationale afgevaardigden, waarvan er totaal ongeveer 37.000 zijn. 
De verkiezingen vinden in twee rondes plaats. Om in de eerste ronde verkozen te worden moet een kandidaat een absolute meerderheid behalen. Zo niet, en dat is altijd zo geweest sinds in er sinds 1965 rechtstreekse presidentsverkiezingen plaatsvinden, gaan de twee kandidaten met de meeste stemmen door naar een tweede ronde, twee weken na de eerste. De eerste ronde was bij de laatste verkiezingen in april, de tweede ronde in mei.
Sinds 2002 volgen de presidentsverkiezingen en de parlementsverkiezingen elkaar kort in het voorjaar op. Dat heeft als gevolg dat de president steeds een meerderheid in de Assemblée Nationale de partij krijgt die zijn politiek steunt. 

## Geschiedenis
Sinds de Franse Revolutie in 1789 is Frankrijk een republiek geweest. Sinds 1958 heet het regime in Frankrijk de Vijfde Republiek. Dat hangt af van de Franse grondwet.
- Eerste Republiek, 1792-1804
- Tweede Republiek, 1848-1852
- Derde Republiek, 1870-1940/'46
- Vierde Republiek, 1946-1958
- Vijfde Republiek, 1958-heden

### Eerste Republiek: Directoire
Volgens de grondwet van 1795 werd de republiek bestuurd door een uitvoerend directorium (Directoire) van vijf leden. Elke directeur werd voor vijf jaar gekozen door de Raad van Ouden (het Hogerhuis) uit een lijst van vijf kandidaten voorgedragen door de Raad van Vijfhonderd (het Lagerhuis). Om het jaar werd er een vervangen. 

### Eerste Republiek: Consulaat
Volgens de grondwet van 1799, ingevoerd na de staatsgreep van 18 Brumaire, stonden er drie consuls aan het hoofd van de republiek. In principe werden ze door de Senaat gekozen : de eerste en de tweede consul voor tien jaar, de derde consul voor vijf jaar. In de praktijk bepaalde de grondwet wie de eerste drie titularissen zouden zijn, waaronder Napoleon Bonaparte als eerste consul, die vrijwel alle macht had.
In 1802 koos de Senaat Bonaparte voor een nieuwe ambtstermijn van tien jaar (hoewel die pas in 1809 zou beginnen !), maar meteen daarop organiseerde Bonaparte een volksstemming, waardoor hij consul voor het leven werd. Twee jaar later werd hij als Napoleon I erfelijk keizer der Fransen.

### Tweede Republiek
De nieuwe grondwet (1848) voorzag een rechtstreeks verkozen president met een ambtstermijn van vier jaar, die niet onmiddellijk herkiesbaar zou zijn.
De enige presidentsverkiezingen van de Tweede Republiek vonden op 10 december 1848 plaats. De verkiezingen werden vrij onverwachts gewonnen met 5 miljoen stemmen door prins Lodewijk Napoleon, een neef van Napoleon I. In 1851 pleegde deze Bonaparte een staatsgreep en liet door een volksstemming een nieuwe grondwet goedkeuren, waardoor hij een nieuwe ambtstermijn van tien jaar kreeg. Het jaar daarop, In 1852 riep hij zich tot keizer Napoleon III uit. Hij regeerde tot 1870, tot de Derde Republiek werd uitgeroepen.

### Derde Republiek
Bij het opstellen van een nieuwe republikeinse grondwet, die pas in 1875 werd voltooid, was er een afkeer voor een rechtstreeks verkozen staatshoofd, vanwege de ervaring met Napoleon III. Besloten werd dat de president door de leden van de Kamer van Afgevaardigden en de Senaat zou worden verkozen, die samen de Nationale Vergadering vormden. Zijn ambtstermijn was zeven jaar en hij was herkiesbaar.
De verkiezing vond plaats in een vergaderzaal in het kasteel van Versailles. De parlementsleden konden op iedereen stemmen, ook die geen kandidaat waren. Er werd gestemd tot iemand de absolute meerderheid van stemmen verkreeg. De republikeinse parlementsleden, die sinds 1876 altijd in de meerderheid waren, namen de gewoonte aan om onderling eerst een informele stemming te houden. De kandidaat die deze stemming won, kon bij de officiële verkiezing meestal op de steun van alle republikeinse parlementsleden rekenen. Door deze 'republikeinse discipline' werd de president meestal in de eerste ronde gekozen. Het presidentschap verviel snel tot een ceremoniële functie.

### Vierde Republiek
De verkiezingswijze was vrijwel identiek met die van de Derde Republiek. Alleen vormden de leden van beide kamers nu het 'Parlement in Congres', de kamers heetten nu Nationale Vergadering en Raad van de Republiek. De verkiezingen van 1953 verliepen echter bijzonder moeizaam: door de verdeeldheid van de partijen waren er liefst 13 stemronden nodig, verdeeld over zes dagen.

### Vijfde Republiek
De grondwet van de Vijfde Republiek voorzag aanvankelijk een presidentsverkiezing die vergelijkbaar was met de verkiezing van de Franse Senaat. De president werd verkozen door een kiescollege bestaande uit alle parlementsleden, de leden van de departementsraden en vertegenwoordigers van de gemeenteraden, die laatsten vormden de overgrote meerderheid. Samen waren er meer dan 80.000 kiesmannen. Dit systeem is alleen toegepast bij de eerste presidentsverkiezingen van de Vijfde Republiek, eind 1958. Toen werd Charles de Gaulle met 78% van de stemmen in één ronde gekozen.
In 1962 organiseerde president de Gaulle een referendum over de (her)invoering van rechtstreekse presidentsverkiezingen. Hoewel hij daarmee volgens velen inging tegen de grondwet, keurde een grote meerderheid van de kiezers dat ontwerp goed. Sindsdien is het principe van rechtstreekse verkiezingen niet meer betwist.
Aanvankelijk was het ambtstermijn van de president van de Vijfde Republiek 7 jaar, maar in 2002 werd deze termijn verkort tot 5 jaar. Daardoor kunnen presidents- en parlementsverkiezingen nu altijd na elkaar plaatsvinden.
De president is herkiesbaar, maar sinds 2008 mag hij niet meer dan twee ambtstermijnen na elkaar uitoefenen.

## Presidenten tijdens de Vijfde Republiek
- Charles de Gaulle 1959-1969
- Georges Pompidou 1969-1974
- Valéry Giscard d'Estaing 1974-1981
- François Mitterrand 1981-1995
- Jacques Chirac 1995-2007
- Nicolas Sarkozy 2007-2012
- François Hollande 2012-2017
- Emmanuel Macron 2017-heden

### Verkiezingen van 2002
Voor de verkiezingen in 2002 waren de belangrijkste kandidaten Lionel Jospin voor de Parti Socialiste PS, Jacques Chirac voor de RPR en Jean-Marie Le Pen voor het Front National. In de tweede ronde tussen Chirac en le Pen werd Chirac tot president gekozen. Hetzelfde jaar werd de PRP opgenomen in de UMP.

### 2007
De opkomst voor de verkiezingen in 2007 was hoog: 84,6%. In de eerste ronde deden twaalf kandidaten mee. Nicolas Sarkozy voor de UMP won de tweede ronde met 53,06% van de stemmen van Ségolène Royal van de PS en werd de nieuwe president.

### 2012
Dominique Strauss-Kahn voor de PS had de meeste kansen om bij de verkiezingen in 2012 tot president te worden gekozen. Dat ging op 14 mei 2011 verkeerd. Toen hij nog bestuursvoorzitter van het IMF was, werd hij in New York gearresteerd. Hij werd ervan beschuldigd in zijn hotel in New York een kamermeisje onwelvoeglijk te hebben benaderd, de affaire werd als de affaire DSK bekend.
Er deden in de eerste ronde van de verkiezingen tien kandidaten mee. Frankrijk moest in de tweede ronde kiezen tussen François Hollande voor de PS, in 2007 van Ségolène Royal gescheiden, en Nicolas Sarkozy. Hollande werd met 51,67% van de stemmen verkozen tot de opvolger van Sarkozy. In 2014 werd Ségolène Royal minister van ecologie, duurzame ontwikkeling en energie in de regering van Hollande.

### 2017
De drie belangrijkste partijen voor de verkiezingen van 2017 leken aanvankelijk de Parti socialiste van zittend president François Hollande, de centrumrechtse Les Républicains en het Front National onder leiding van Marine Le Pen. De minister van Economische Zaken Emmanuel Macron trad in augustus 2016 uit de regering-Valls II met de ambitie zelf president van Frankrijk te worden. Dat deed hij met ondersteuning van zijn nieuwe politieke partij En Marche. President François Hollande stelde zich niet meer beschikbaar voor een tweede ambtstermijn.
Belangrijke kandidaten waren François Fillon voor Les Républicains, Benoît Hamon voor de Parti socialiste, Emmanuel Macron, min of meer onafhankelijk en Marine Le Pen voor het Front National. François Fillon kreeg veel kritiek, omdat zijn vrouw geld had ontvangen voor onduidelijk werk. De Parti socialiste verloor veel steun aan Emmanuel Macron.
Na de eerste ronde bleven Emmanuel Macron en Marine Le Pen over. Emmanuel Macron won de tweede ronde op 7 mei met 66 % van de stemmen en werd daarmee de nieuwe president.

## Afbeeldingen

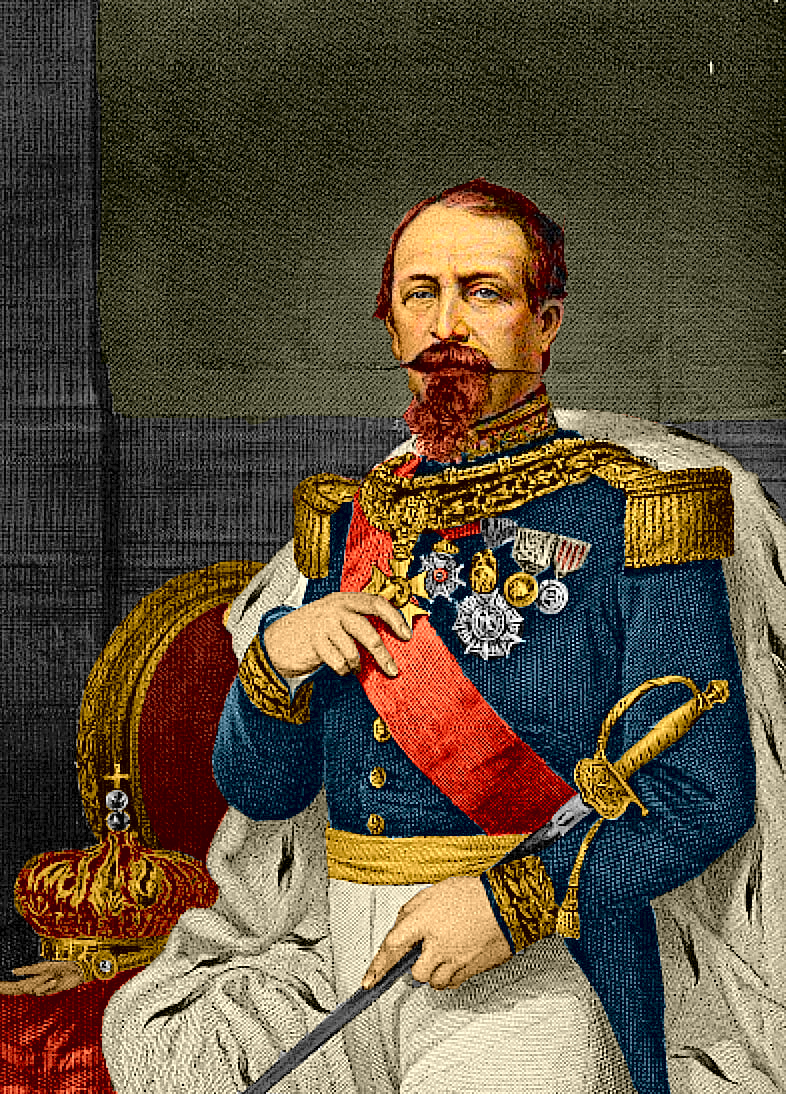
Lodewijk Napoleon Bonaparte gekozen in 1848
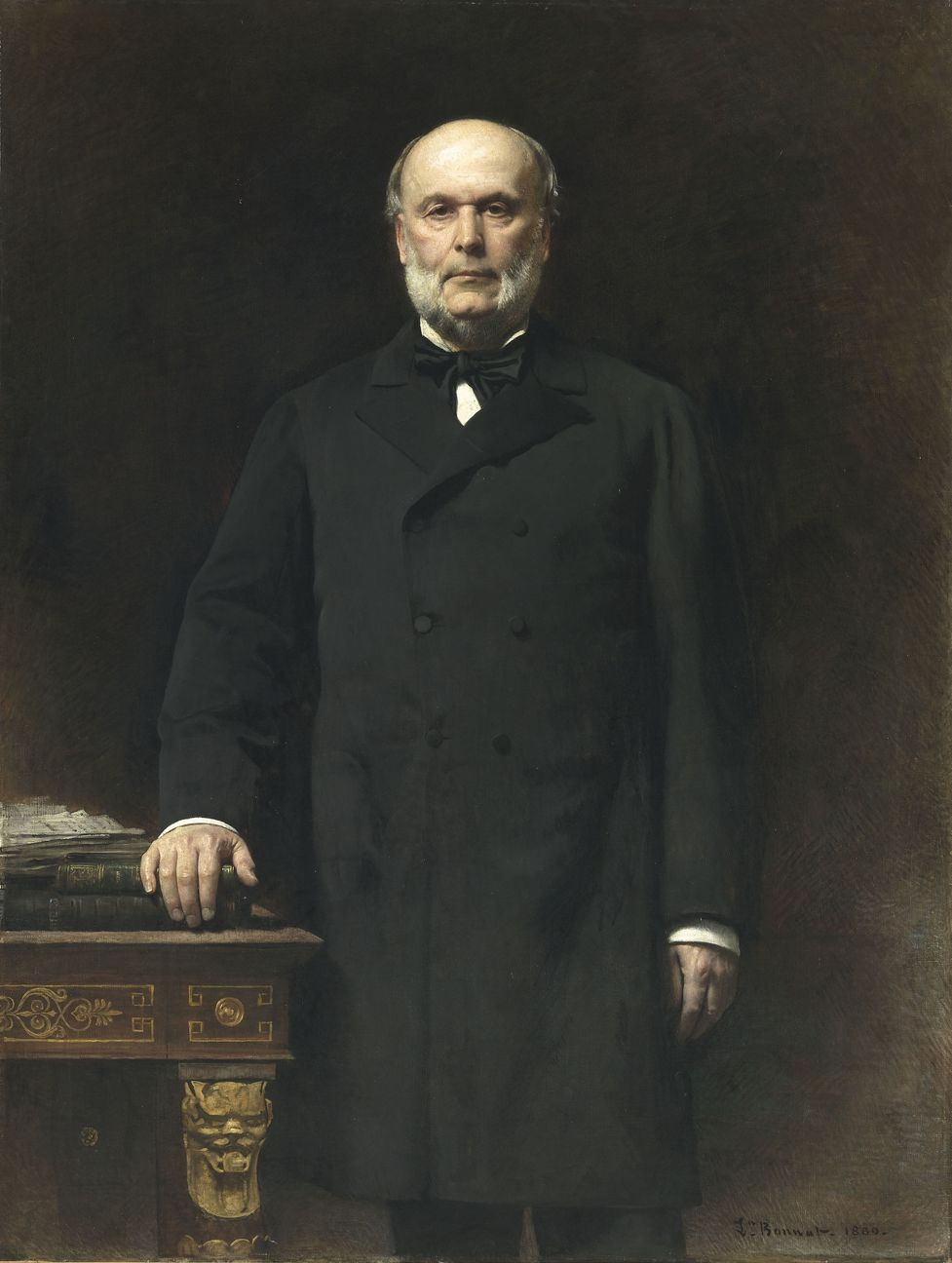
Jules Grévy, gekozen in 1879, herkozen in 1885
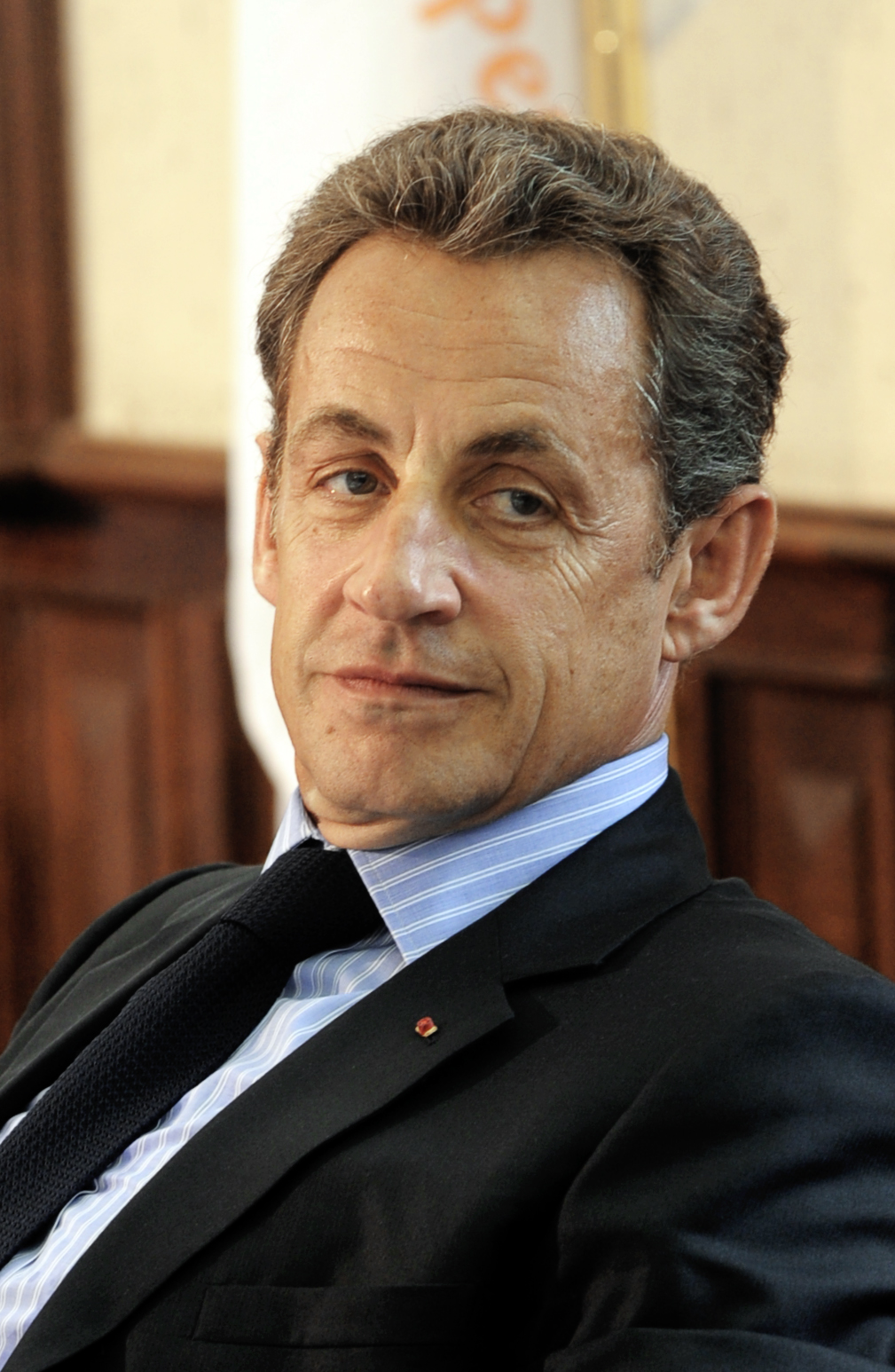
Nicolas Sarkozy gekozen in 2007
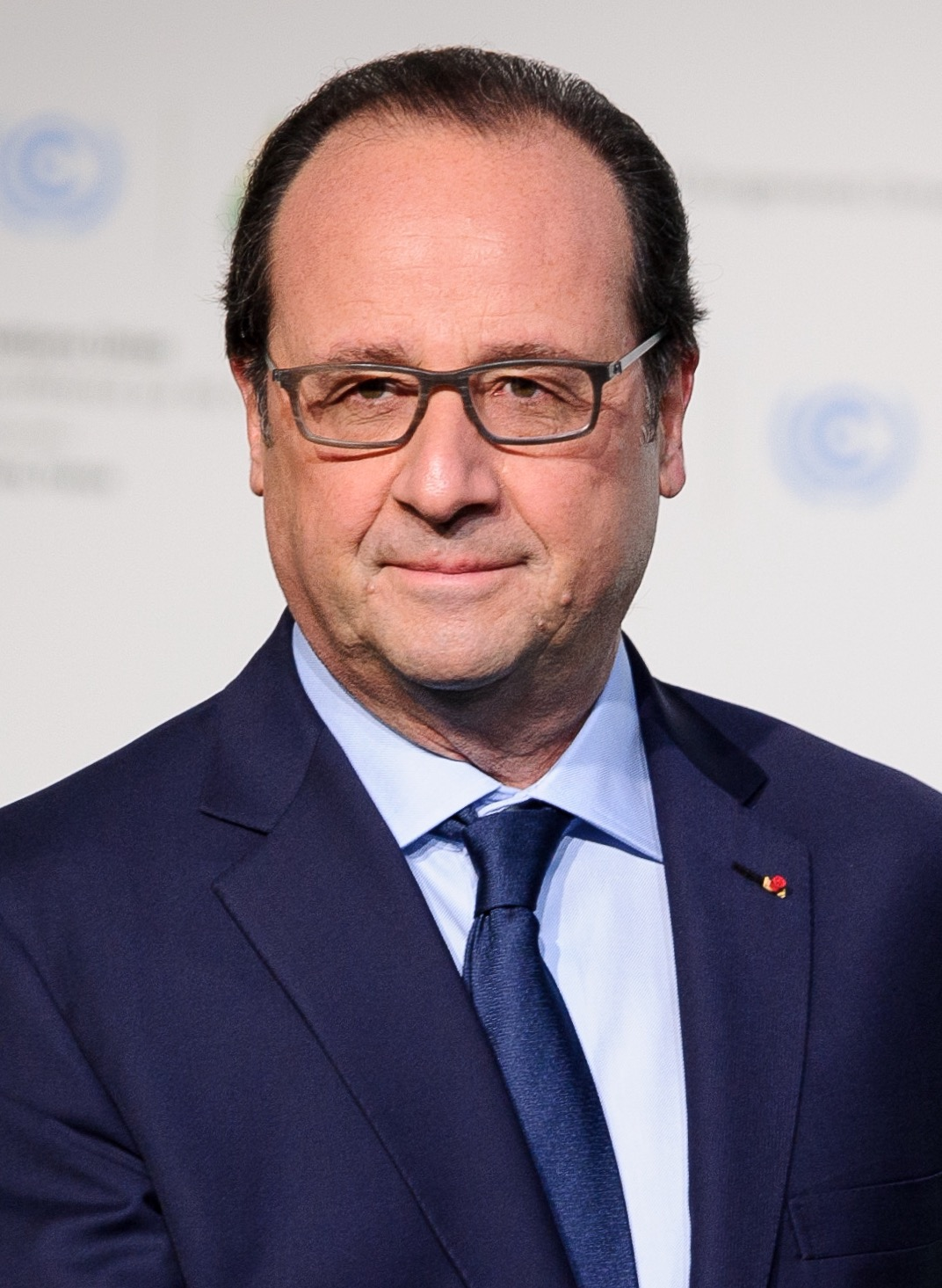
François Hollande gekozen in 2012
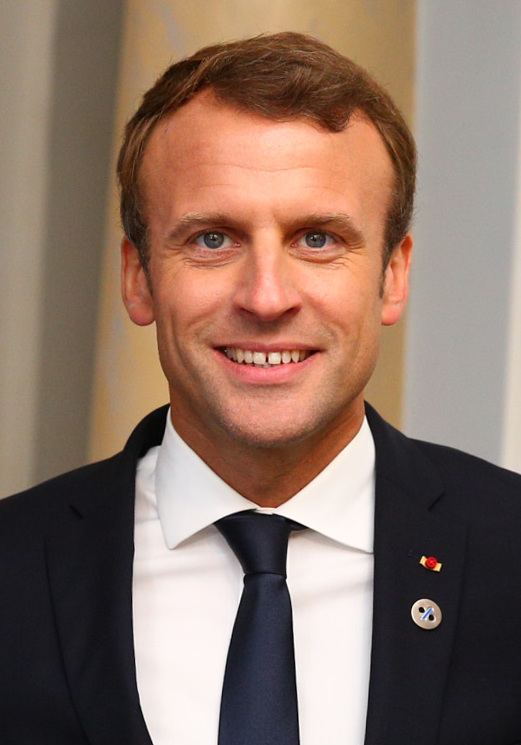
Emmanuel Macron gekozen in 2017

## Vertalingen
- quinquennat, een regeringsperiode van de president van vijf jaar
- septennat, een regeringsperiode van zeven jaar

- (fr)  Les élections présidentielles sous la Ve République